# SMAT
La SMAT (acronimo di Società Metropolitana Acque Torino) è un'azienda che opera nel campo del servizio idrico integrato. Il Comune di Torino detiene direttamente o indirettamente il 65% delle azioni, mentre buona parte delle restanti azioni sono in possesso degli altri comuni serviti dalla SMAT.

## Storia

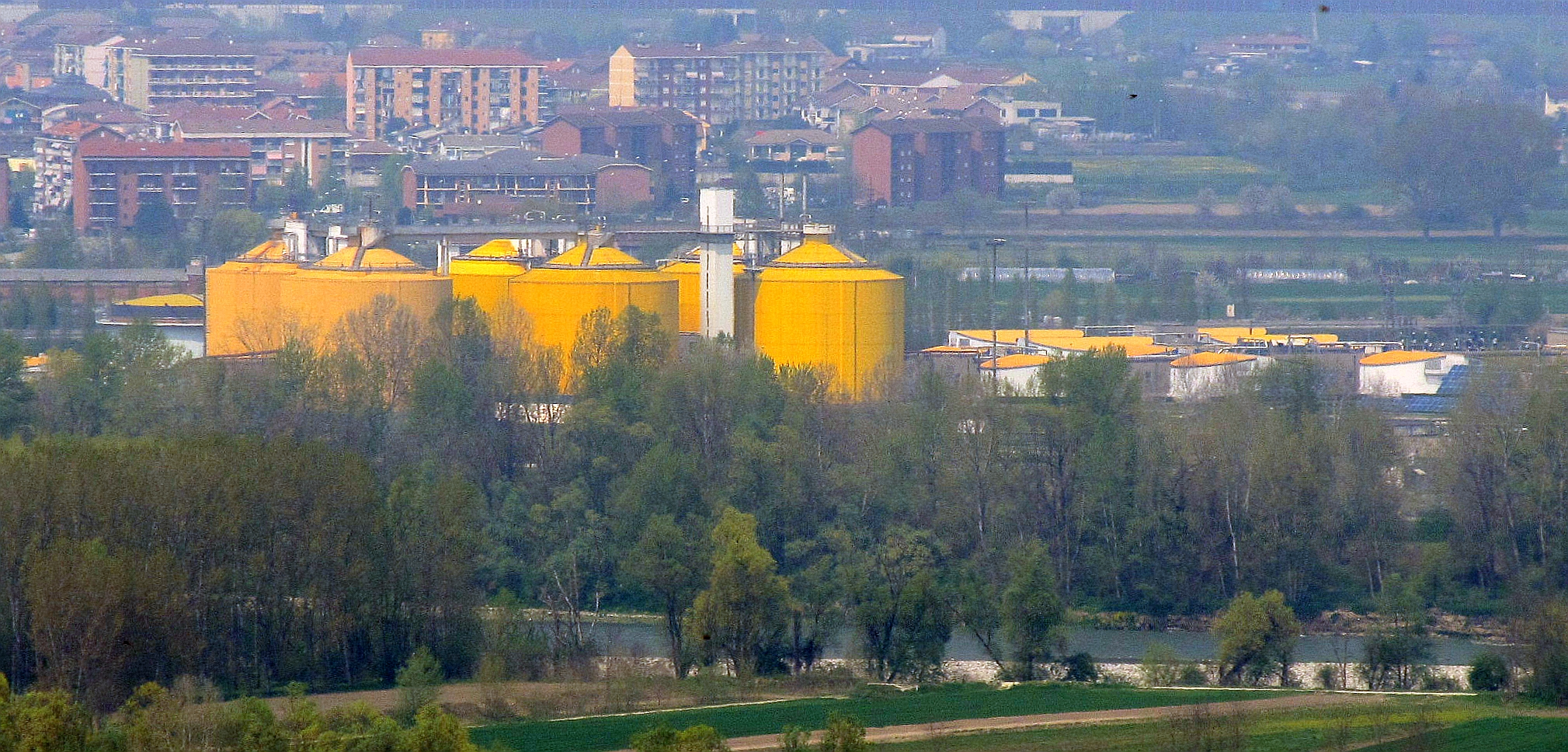
L'impianto di depurazione di Castiglione e Gassino Torinese

La SMAT è nata il 1º aprile 2001 a seguito della fusione tra l'Azienda Acque Metropolitane Torino S.p.A. e l'Azienda Po-Sangone. Entrambe le società erano di proprietà pubblica: l'Azienda acque metropolitane (AAM, ex Azienda acquedotto municipale di Torino) gestiva l'approvvigionamento di acqua potabile di Torino e di altri 36 comuni dell'area mentre l'Azienda Po-Sangone (ex Consorzio Po-Sangone) curava la raccolta e il trattamento delle acque reflue di 17 comuni dell'area metropolitana torinese. Alla SMAT è stato conferita nel 2004 la titolarità per la gestione del servizio idrico integrato all'interno dell'ATO 3 – Torinese, titolarità il cui mantenimento è previsto fino al 2023.

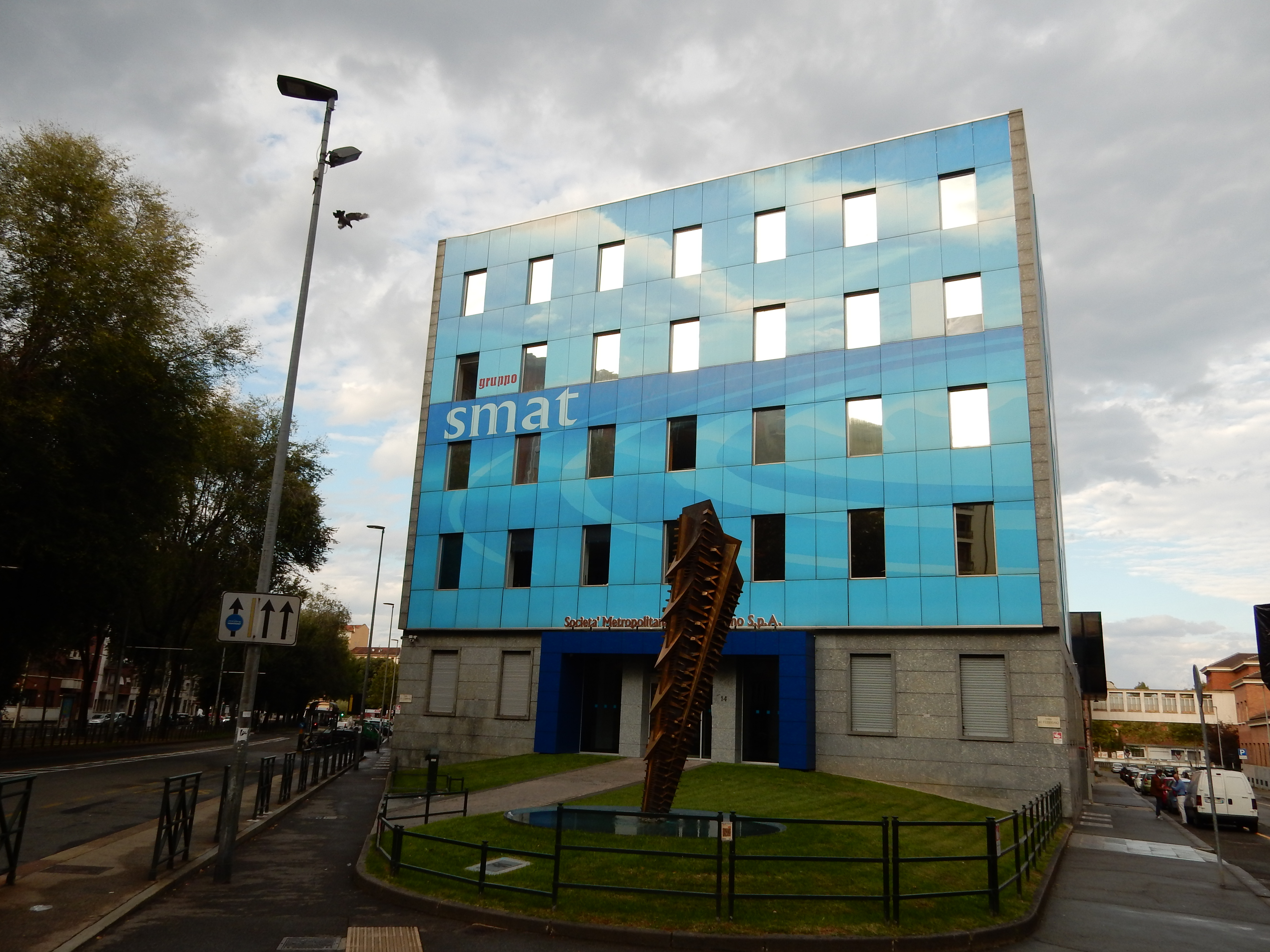
Sede SMAT

Il bacino d'utenza dell'azienda si è poi esteso fino a raggiungere, nel 2021, 290 comuni serviti e 2.211.311 abitanti serviti. Oltre che nel Torinese la società è presente con alcune aziende controllate in varie località italiane e partecipa inoltre a gare internazionali riguardanti i servizi e le infrastrutture idriche.
L'azienda si è sempre distinta per la dotazione di tecnologie all'avanguardia e tutela dell'ambiente. Ne è esempio l'impianto di depurazione di Castiglione Torinese. Esso raccoglie la quasi totalità delle acque di scarico del capoluogo e di altri comuni limitrofi per un bacino di oltre 2 milioni di abitanti ed è in funzione (il primo blocco) dal 1984, quando molte altre grandi città italiane erano ben lontane dall'avere un sistema efficiente e sufficiente di depurazione delle acque fognarie. Per dare un'idea, Milano dovrà attendere altri vent'anni per vedere in funzione la prima parte del suo sistema di raccolta e depurazione dei reflui: gli impianti di Milano Sud e Nosedo sono stati infatti messi a regime tra ottobre e dicembre 2004.
Buona parte dell'acqua depurata viene immessa in un acquedotto separato da quello della normale acqua potabile ed inviata agli stabilimenti industriali che decidono di allacciarsi alla rete. In questo modo si evita l'utilizzo di acqua potabile (di alta qualità) per usi che non la richiedono (raffreddamento, risciacqui di macchinari, lavaggi industriali e stradali ecc..). L'impianto ha una portata di oltre 500 litri al secondo ed è in continua espansione.
Un altro impianto degno di nota è quello di potabilizzazione di Torino, situato all'inizio di Corso Unità d'Italia sulla sponda sinistra del fiume Po. In funzione dal 1959, è stato continuamente aggiornato anche con tecniche che al momento dell'adozione risultavano ancora sperimentali. L'acqua viene sia prelevata direttamente dal fiume in corrispondenza dell'impianto, sia 10 km. più a monte tramite un bacino di lagunazione. L'impianto è in grado di fornire circa 1/7 dell'acqua potabile necessaria ad alimentare la rete idrica torinese.

## Ambiti di attività

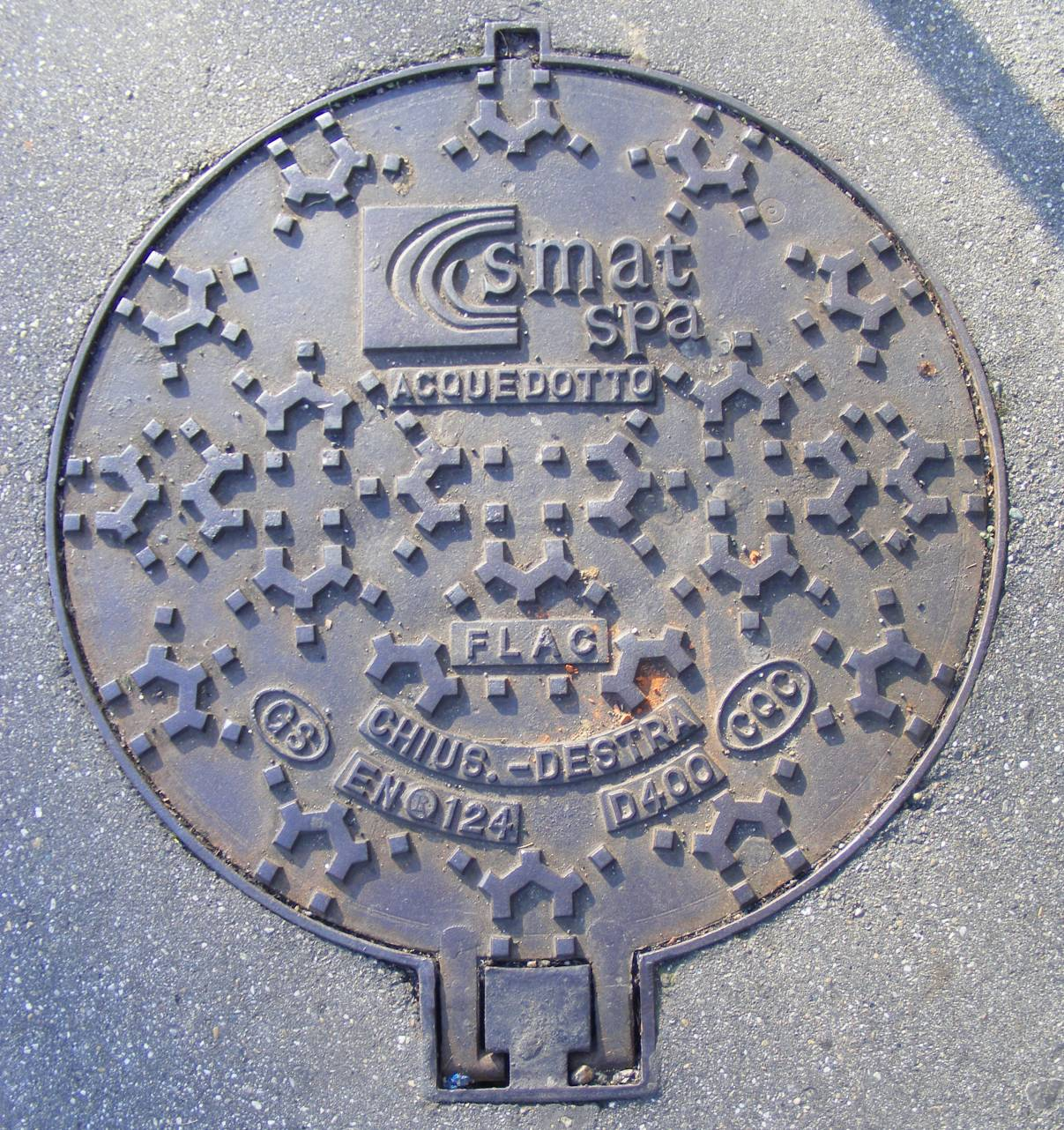
Chiusino SMAT a Torino

La SMAT si occupa oggi in particolare di:
- approvvigionamento idrico e impianti di potabilizzazione;
- raccolta, trattamento e riuso delle acque reflue urbane;
- impianti di cogenerazione e recupero energetico;
- cooperazione internazionale nel campo della formazione in tema di accesso all'acqua e dell'assistenza tecnica per la realizzazione di infrastrutture e di impianti idrici.

L'azienda si è conquistata nel 2002 una certa notorietà in campo astronautico quando è stata prescelta da una commissione scientifica come fornitrice dell'acqua necessaria al funzionamento della Stazione spaziale internazionale e alle esigenze dei suoi occupanti. La SMAT è stata selezionata anche perché in grado di fornire sia acqua minimamente mineralizzata, preferita dal personale americano e prodotta dalle sorgenti del Pian della Mussa, sia acqua con un maggior contenuto salino, più gradita agli astronauti russi e proveniente dall'impianto di potabilizzazione di Grugliasco. I periodici invii in orbita sono cominciati nell'aprile del 2008 e avvengono grazie al veicolo di trasporto ATV (Automated Transfer Vehicle), prodotto da Thales Alenia Space.

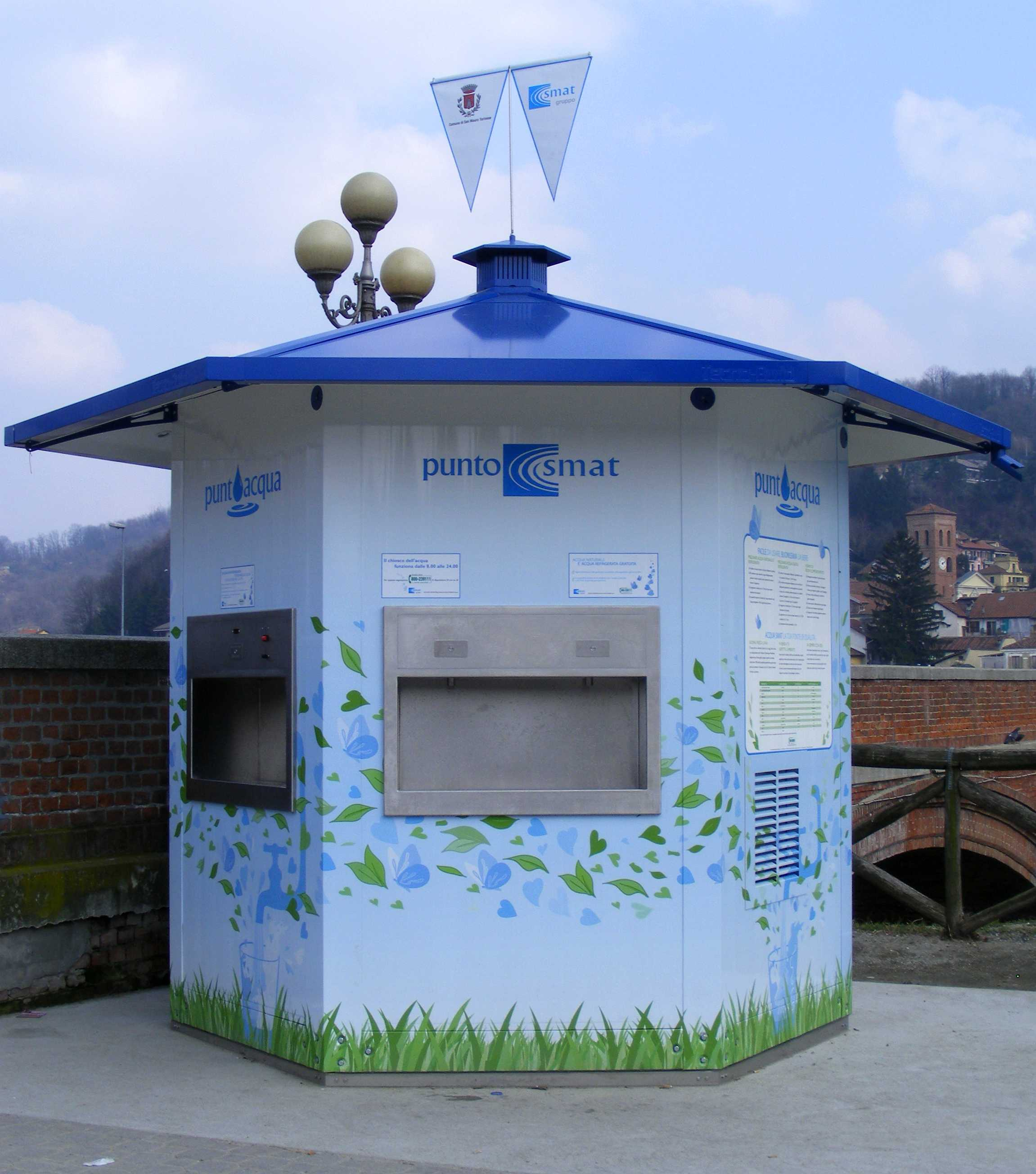
Punto acqua a San Mauro

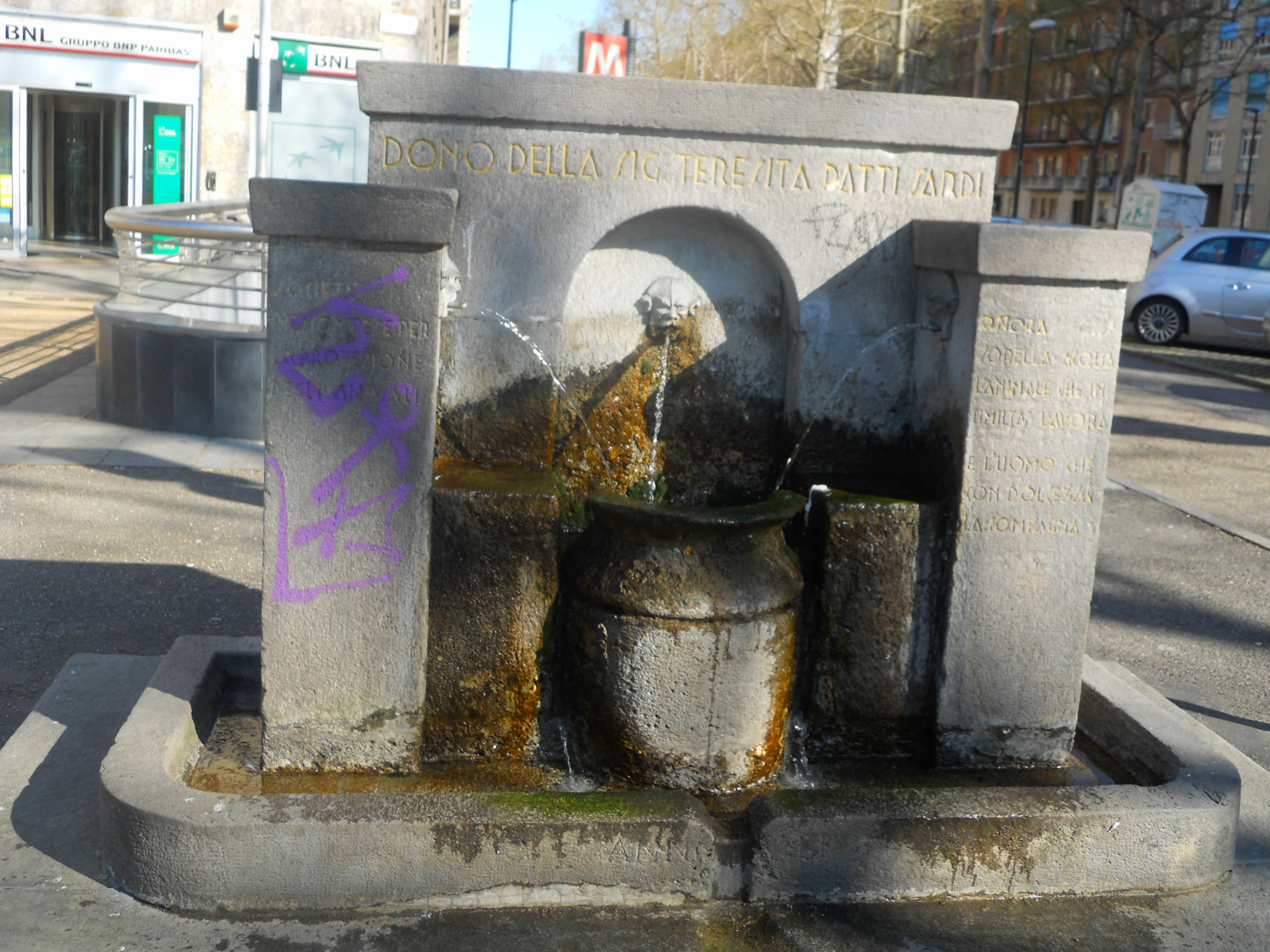
La fontana di Piazza Rivoli

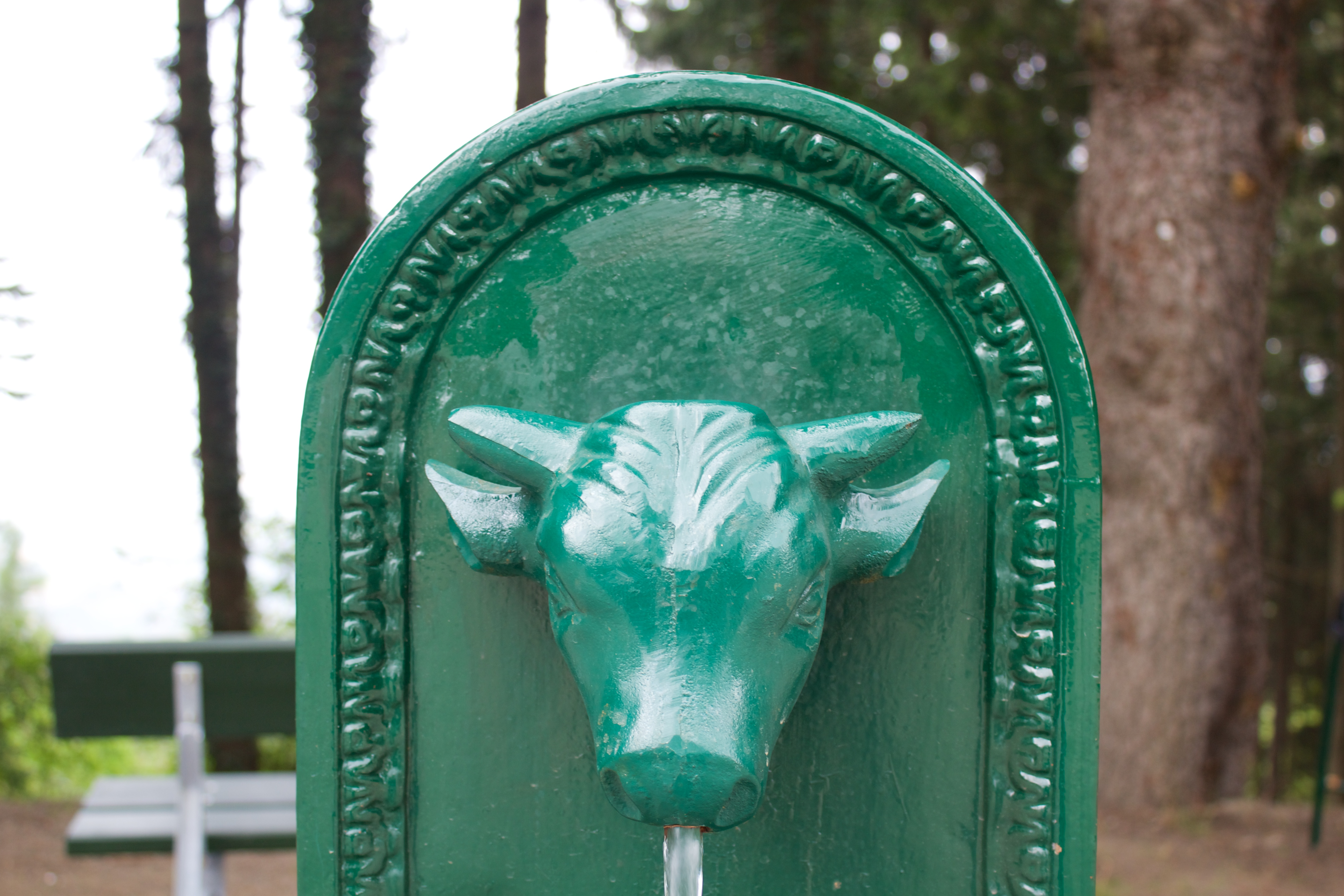
Dettaglio di un torèt

Oltre ai tradizionati toret (fontanelle verdi con erogazione di acqua continua a forma di testa di toro), circa 800 presenti su tutto il territorio torinese, SMAT gestisce sul territorio anche vari Punti acqua, ovvero chioschi esagonali che erogano acqua naturale sfusa - a temperatura ambiente o refrigerata - nonché acqua gasata (refrigerata). Mentre l'acqua naturale è distribuita gratuitamente, per quella addizionata di anidride carbonica l'utente deve pagare una tariffa che è di 5 centesimi/litro e mezzo e può essere pagata tramite tessera SMAT e/o POS. I Punti acqua, 285 sul territorio Piemontese, sono ubicati nei seguenti comuni:
- Airasca
- Albiano d'Ivrea
- Almese
- Alpette
- Andezeno
- Avigliana
- Beinasco
- Bollengo
- Borgaro Torinese
- Borgofranco d'Ivrea
- Borgomasino
- Brandizzo
- Brosso
- Buriasco
- Caluso
- Cambiano
- Cantalupa
- Carema
- Caselette
- Caselle Torinese
- Castagnole Piemonte
- Castiglione Torinese
- Chianocco
- Chieri
- Chivasso
- Collegno
- Colleretto Castelnuovo
- Cumiana
- Druento
- Feletto
- Foglizzo
- Frossasco
- Garzigliana
- Gassino Torinese
- Gravere
- Grosso
- Grugliasco
- Lanzo Torinese
- Lessolo
- Lombardore
- Mappano
- Mercenasco
- Moncalieri
- Montaldo Torinese
- Nichelino
- None
- Oglianico
- Pavarolo
- Perosa Argentina
- Perosa Canavese
- Pianezza
- Pinerolo
- Piossasco
- Piscina
- Pont-Canavese
- Pratiglione
- Quassolo
- Riva presso Chieri
- Rivalba
- Rivara
- Rivarossa
- Rivoli
- Robassomero
- Rosta
- Salerano Canavese
- San Benigno Canavese
- San Colombano Belmonte
- San Francesco al Campo
- San Gillio
- San Giorgio Canavese
- San Giorio di Susa
- San Giusto Canavese
- San Maurizio Canavese
- San Mauro Torinese
- San Raffaele Cimena
- San Secondo di Pinerolo
- Sangano
- Sant'Antonino di Susa
- Scalenghe
- Sciolze
- Settimo Torinese
- Torino
- Torrazza Piemonte
- Trana
- Trofarello
- Val della Torre
- Valperga
- Vauda Canavese
- Venaria Reale
- Vico Canavese
- Vigone
- Villar Pellice
- Volpiano